# Bentayan (Tungkal Ilir)
Bentayan is een bestuurslaag in het regentschap Banyuasin van de provincie Zuid-Sumatra, Indonesië. Bentayan telt 3318 inwoners (volkstelling 2010).